# Maria Altenburg (Altenburg)

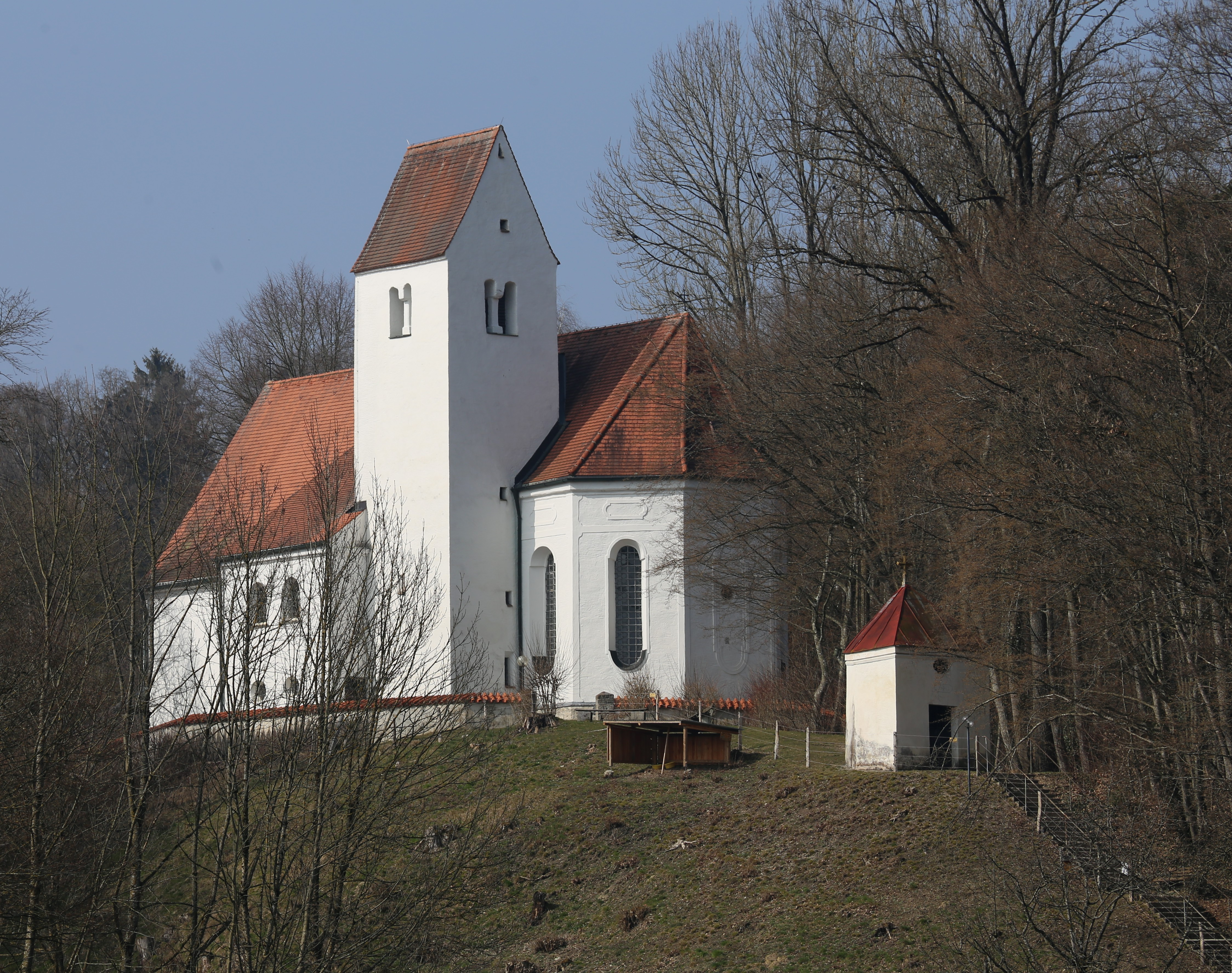
Maria Altenburg (Südostseite)

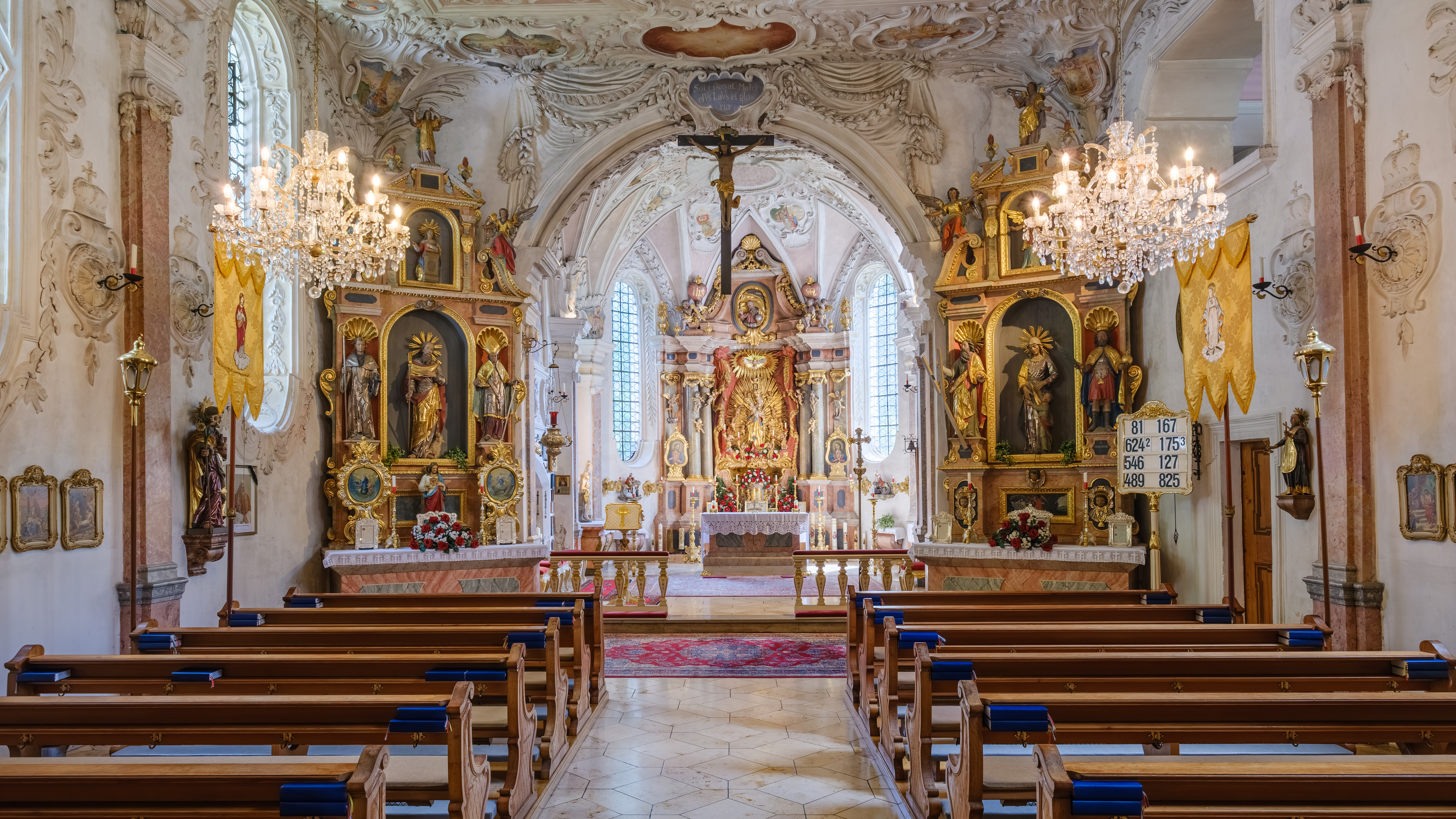
Innenraum nach Osten

Die Filialkirche Maria Altenburg (Unserer lieben Frau in Altenburg oder Mariä Geburt) ist eine im Mittelalter errichtete Wallfahrtskirche in Altenburg, einem Ortsteil von Moosach in Bayern. Sie steht hoch über dem Doblbach an der Stelle des früh aufgegebenen Burgstalls (Altenburg 35). Die unter Denkmalschutz stehende Kirche gehört zum Pfarrverband Moosach im Dekanat Ebersberg des Erzbistums München und Freising.

## Geschichte

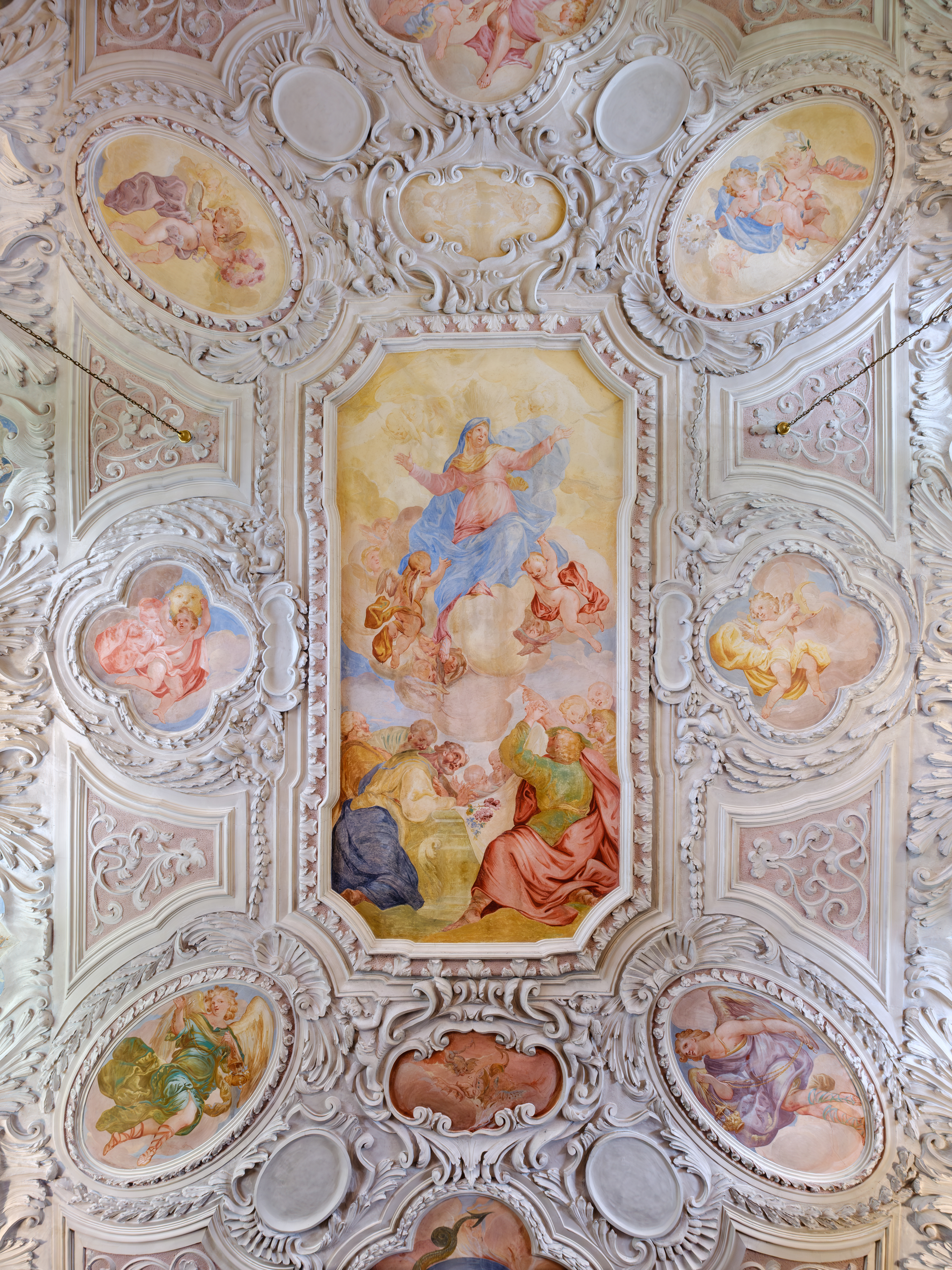
Die reich verzierte Langhausdecke

Erstmals erwähnt wurde die an der Stelle der Burgkapelle der Altenburg (vor 1250) errichtete spätgotische Kirche im Jahr 1391. Die Weihe fand im Jahr 1405 statt. Eine erste Bauveränderung wurde 1467 vollzogen, bei der die Kirche einen neuen Chor und das heute zugemauerte südliche Spitzbogenportal erhielt. Maria Altenburg wurde 1711 barockisiert und mit reichen Stuckaturen und Freskenmalereien ausgestattet. In den Jahren 1975 und 1993/1994 wurde die Kirche restauriert. 

## Baubeschreibung
Die Kirche besteht aus einem vierjochigen, flachgedeckten Langhaus, einem eingezogenen zweijochigen Polygonalchor, einer angefügten zweigeschossigen Sakristei und einem südlichen Flankenturm mit Satteldach. Der aus Stuckmarmor gefertigte Hochaltar mit gotischer Muttergottes stammt aus dem Jahre 1719 und wurde 1775 überarbeitet. Auf den Seitenaltären aus der Mitte des 17. Jahrhunderts befinden sich spätbarocke Schnitzfiguren der Heiligen Anna und Joachim. Eine wertvolle spätgotische Schnitzgruppe an der südlichen Chorwand von 1480 stellt Jesus dar, wie er  Maria Magdalena als Gärtner erscheint. Aus derselben Zeit stammt das Triumphkreuz am Chorbogen. Die Fresken, vom Tiroler Johann Anton Gumpp geschaffen, zeigen die Darstellungen Mariä Himmelfahrt und Krönung Mariens.
Zur Kirche führt ein Kreuzweg hinauf. Es finden regelmäßige katholische Sonntagsgottesdienste statt.

## Besonderheit
Der Wallfahrtsort Altenburg ist auch in dem Zyklus von 14 Wallfahrtsorten in Kurbayern enthalten, die als Ölgemälde in der Oberkirche der Bürgersaalkirche in München hängen.